# Winfried Debertin
Winfried Debertin (* 1953 in Glandorf bei Osnabrück) ist ein deutscher Produzent und Regisseur sowie ein ehemaliger Redakteur des NDR.

## Leben
In Münster studierte Debertin Publizistik, Soziologie, Kommunikations- und Politikwissenschaften. 1979 erfand er gemeinsam mit der NDR-Redakteurin Angelika Paetow die Puppenspielserie Hallo Spencer, die über 20 Jahre lang produziert wurde und bis 2011 im deutschen Fernsehen lief.
1988 gründete Debertin die Produktionsfirma Penta TV und ist seitdem selbstständiger Produzent und Regisseur.
Anfang der 1990er Jahre entwickelte Debertin die Kinderserie Leonie Löwenherz, in welcher sowohl Klappmaulpuppen als auch Menschen spielen. 1995 folgte die Zeichentrickserien Die Abenteuer von Max und Molly, deren Charaktere zuvor bereits im Rahmen von Hallo Spencer zu sehen waren, sowie im Jahr 1999 Die Obercoole Südpolgang.
In den 2000er Jahren erdachte Debertin die Serie Little Amadeus, für die er auch Regie führte.
2018 kündigte Debertin zum 40. Geburtstag seiner erfolgreichen Kinderserie Hallo Spencer einen Kinofilm an, welcher jedoch nicht realisiert werden konnte. 2024 wurde ein unter anderem von Jan Böhmermann produzierter Fernsehfilm mit dem Titel Hallo Spencer – Der Film beim Filmfest München uraufgeführt. Darin wird Debertin von Rainer Bock in einer fiktionalisierten Version verkörpert und hat selbst einen Gastauftritt.